# Ulica Fryderyka Joliot-Curie we Wrocławiu

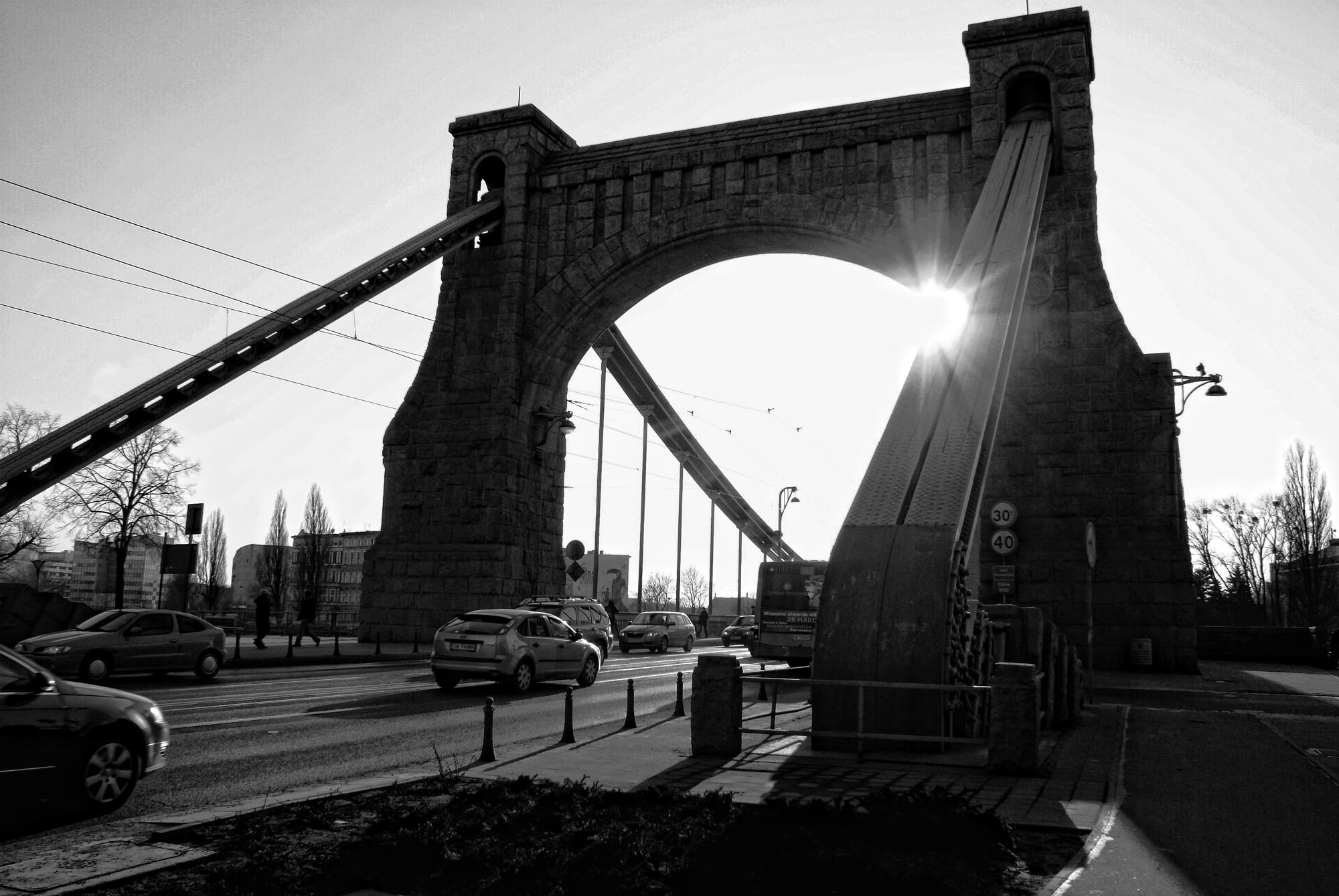
Koniec ulicy przebiegający pod taśmami nośnymi Mostu Grunwaldzkiego, pomiędzy pylonem a ich zakotwieniem

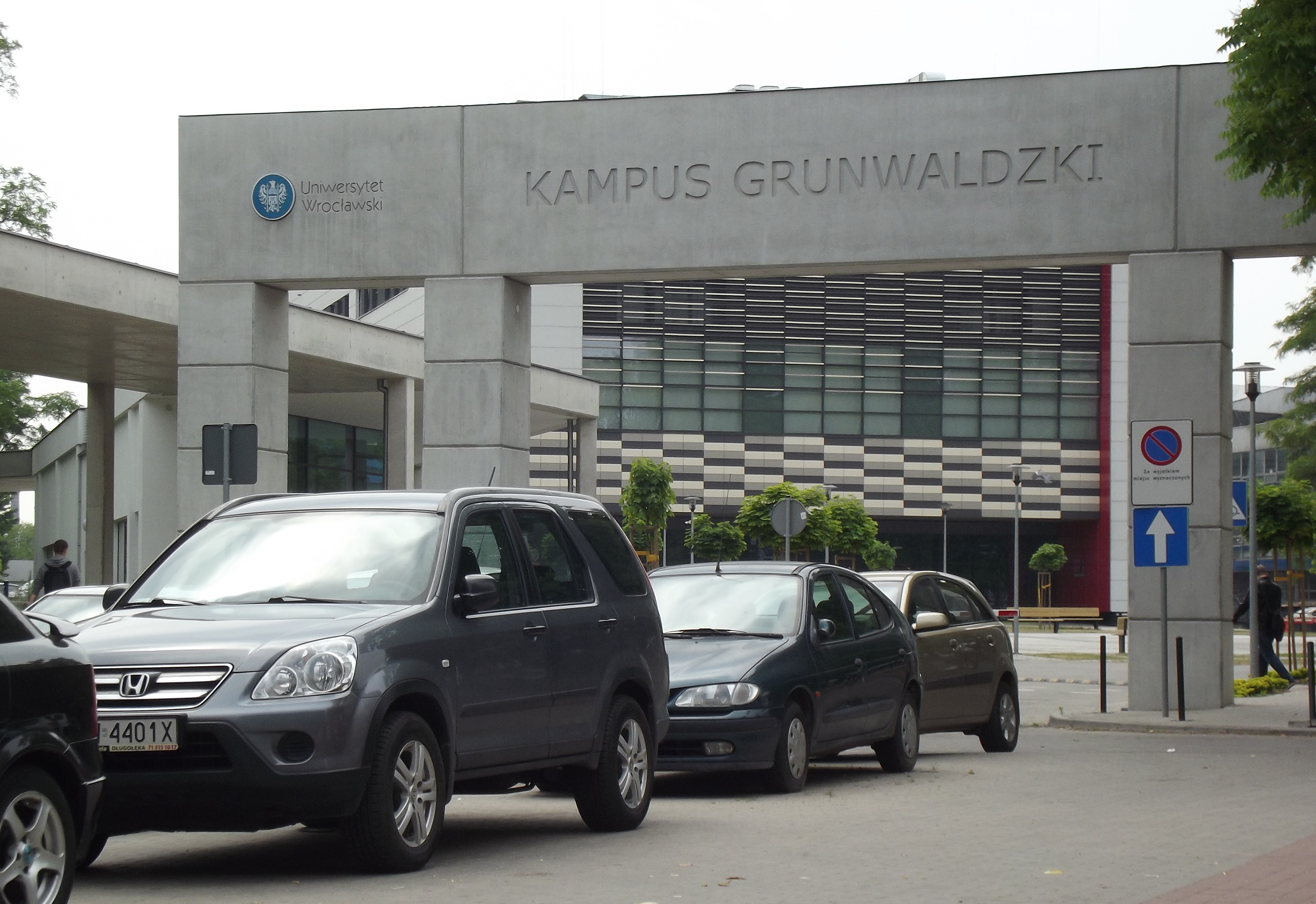
Kampus Grunwaldzki

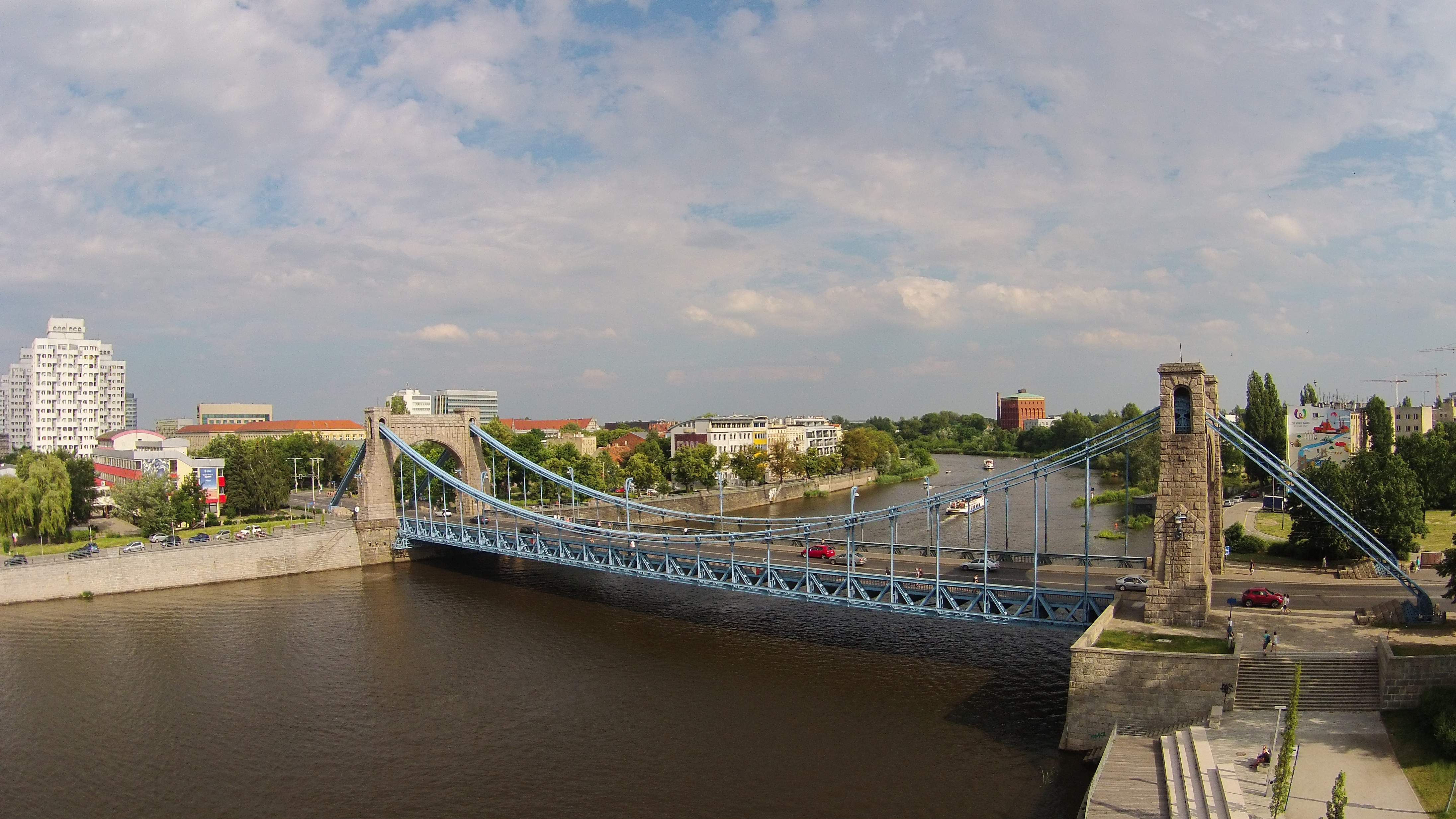
Most Grunwaldzki, po lewej stronie zdjęcia ulica F. Joliot-Curie

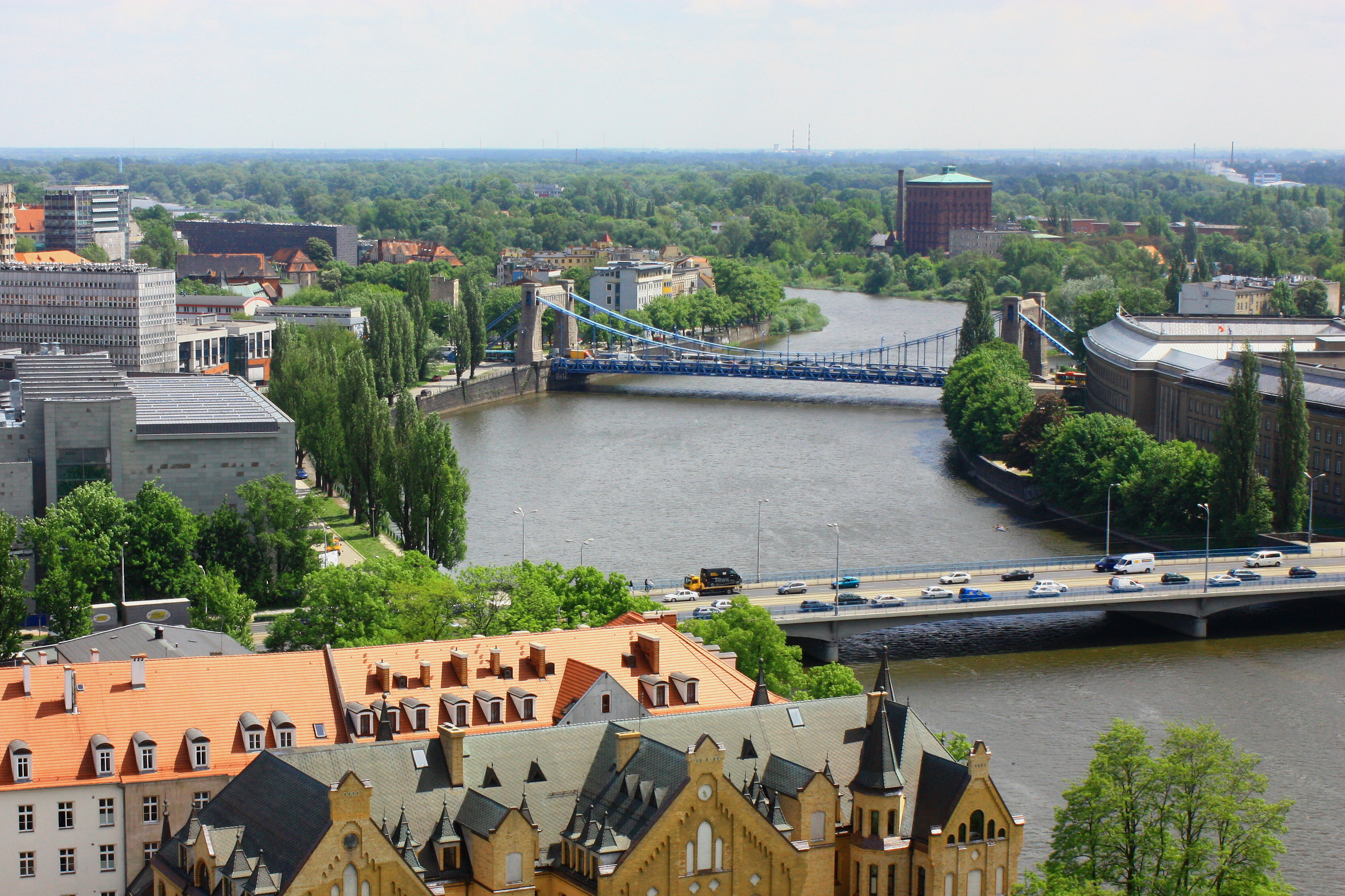
Most Pokoju, dalej Most Grunwaldzki

Ulica Fryderyka Joliot-Curie – ulica położona we Wrocławiu na osiedlu Plac Grunwaldzki, w dawnej dzielnicy Śródmieście. Biegnie od ulicy Kardynała Stefana Wyszyńskiego i Mostu Pokoju do Placu Grunwaldzkiego i Mostu Grunwaldzkiego. Ulica w całości położona jest wzdłuż nabrzeża Odry. Przy ulicy znajduje się cześć Kampusu Grunwaldzkiego Uniwersytetu Wrocławskiego, obejmująca między innymi zabudowę Wydziału Chemii, w ramach której wybrane budynki zostały uznane za zabytki i podlegają ustalonej ochronie, oraz gmach Biblioteki Uniwersyteckiej.

## Historia
Pierwotnie istniała wzdłuż brzegu Odry droga łącząca ulicą św. Józefa z ulicą Józefa Marii Hoene-Wrońskiego. Na śladzie tej drogi powstała ulica, która już przed połową XVIII wieku była gęsto zabudowana w ramach tzw. Szczytnik Nowych. Zabudowa został zniszczona podczas działań wojennych prowadzonych w czasie oblężenia Wrocławia w 1945 r.. Do 8.08.1933 r. ulica, ówcześnie nosząca nazwę Uferstrasse, obejmowała więc także zachodni odcinek współczesnego Wybrzeża Stanisława Wyspiańskiego, tj. odcinek od Placu Grunwaldzkiego do ulicy Józefa Marii Hoene-Wrońskiego, a na zachodzie łączyła się z ulicą św. Józefa. To połączenie zostało zlikwidowane.

## Nazwy
W swojej historii ulica nosiła następujące nazwy:
- Skrzydło, do 1824 r.[5]
- Uferstrasse, od 1824 r. do 1945 r.[5][11][12]
- Nadbrzeżna, od 1945 r. do  16.01.1959 r.[5][11][12]
- Ulica Fryderyka Joliot-Curie, od 16.01.1959 r.[1][12].

Zarówno pierwotna nazwa niemiecka Uferstrasse, jak i powojenna polska nazwa Nadbrzeżna, wprost odnosiły się do położenia tej ulicy. Ufer w tłumaczy się z języka niemieckiego na język polski jako brzeg, nadbrzeże. Współczesna nazwa ulicy została nadana uchwałą Rady Narodowej Wrocławia z 16.01.1959 r. nr 4/59.

## Układ drogowy
Do ulicy przypisana jest droga o długości 398 m mająca status drogi wewnętrznej, która położona jest na działkach o powierzchni 7.315 m² oraz 137 m².
Ulice, mosty i place powiązane z ulicą Fryderyka Joliot-Curie:
- Ulica Kardynała Stefana Wyszyńskiego i Most Pokoju, przy czym nie ma połączenia drogowego, a jedynie pieszo-rowerowe[1][15][16][17]
- Plac Grunwaldzki i Most Grunwaldzki; tu przebiegała droga krajowa numer 8, później do 2020 r. droga krajowa numer 98[1][2][18][19][20] [21] [22] .

Ulica stanowi tzw. drogowy łącznik rowerowy pomiędzy wymienionymi ulicy wzdłuż których wyznaczone są trasy rowerowe. Przy ulicy znajduje się stacja rowerowa.
Po stronie północno-zachodniej, za ulicą Kardynała Stefana Wyszyńskiego, kontynuacją nabrzeża Odry jest bulwar św. Matki Teresy z Kalkuty, natomiast w kierunku południowo-wschodnim, za jezdniami Placu Grunwaldzkiego, analogicznie kontynuację tę stanowi Wybrzeże Stanisława Wyspiańskiego. Ponieważ jednak obie ulice prostopadłe, przecinające cały ciąg nabrzeża, są głównymi osiami komunikacyjnymi, nie ma nie tylko połączenia drogowego, ale nawet pieszego między tymi ciągami komunikacyjnymi.
Pewną osobliwością ulicy jest fakt, iż w jej końcowym odcinku, przed włączeniem do jezdni Placu Grunwaldzkiego, nad ulicą przebiegają stalowe taśmy nośne Mostu Grunwaldzkiego podtrzymujące przęsło przerzucone nad lustrem wody (który jest mostem wiszącym), po jednej stronie ulicy oparte na pylonie mostu, a po drugiej jej stronie zakotwione w gruncie. Odległość między osą pylonu (o wysokości do osi łożysk wynoszącą 15 m) a osią zakotwienia pasów wynosi 23,45 m.

## Zabudowa i zagospodarowanie
Ulica biegnie wzdłuż północno-wschodniego, prawego brzegu rzeki Odra. W tym miejscu przebiega bowiem jedno z jej ramion, tzw. Odra Główna, jego odcinek górny. Takie położenie stanowi, iż cała zabudowa ulicy znajduje się po jej pónocno-wschodniej stronie.

### Strona północno-wschodnia

#### Zabudowa
Zabudowa po stronie północno-wschodniej ulicy obejmuje budynki Uniwersytetu Wrocławskiego, tzw. Kampus Grunwaldzki. Zabudowa ta powstaje sukcesywnie od 1967 r..
| obiekt, położenie                                                                           | informacje dodatkowe | fotografia |
| ------------------------------------------------------------------------------------------- | --- | ---------- |
| Biblioteka Uniwersytecka we Wrocławiu ulica Fryderyka Joliot-Curie 12                       | budowa w latach 2003-2011, otwarcie 2012 r. 7 kondygnacji nadziemnych, 37 652 m2 powierzchni użytkowej, 179 861 m3 kubatury, styl: brutalizm                                          |            |
| Audytorium Wydziału Chemii Uniwersytetu Wrocławskiego ulica Fryderyka Joliot-Curie 13       | 1970 r., obiekt wpisany do rejestru zabytków |            |
| Budynek główny Wydziału Chemii Uniwersytetu Wrocławskiego ulica Fryderyka Joliot-Curie 14   | 1970 r., gminna ewidencja zabytków |            |
| Laboratorium Wydziału Chemii Uniwersytetu Wrocławskiego ulica Fryderyka Joliot-Curie 14     | 1970 r., gminna ewidencja zabytków |            |
| budynek Wydziału Biotechnologii Uniwersytetu Wrocławskiego ulica Fryderyka Joliot-Curie 14a | budowa od 2010 r. do 2012 r. 5 kondygnacji nadziemnych, 11 529 m2 powierzchni całkowitej, 6.880 m² powierzchni użytkowej, 2.667 m² powierzchni handlowo-usługowej, 48 767 m3 kubatury |            |
| budynek Instytutu Informatyki Uniwersytetu Wrocławskiego ulica Fryderyka Joliot-Curie 15    | budowa w latach 2004–2006 |            |
| budynek Instytutu Matematycznego Uniwersytetu Wrocławskiego Plac Grunwaldzki 2              | budowa w latach 1967–1972 |            |

#### Cyjanometr

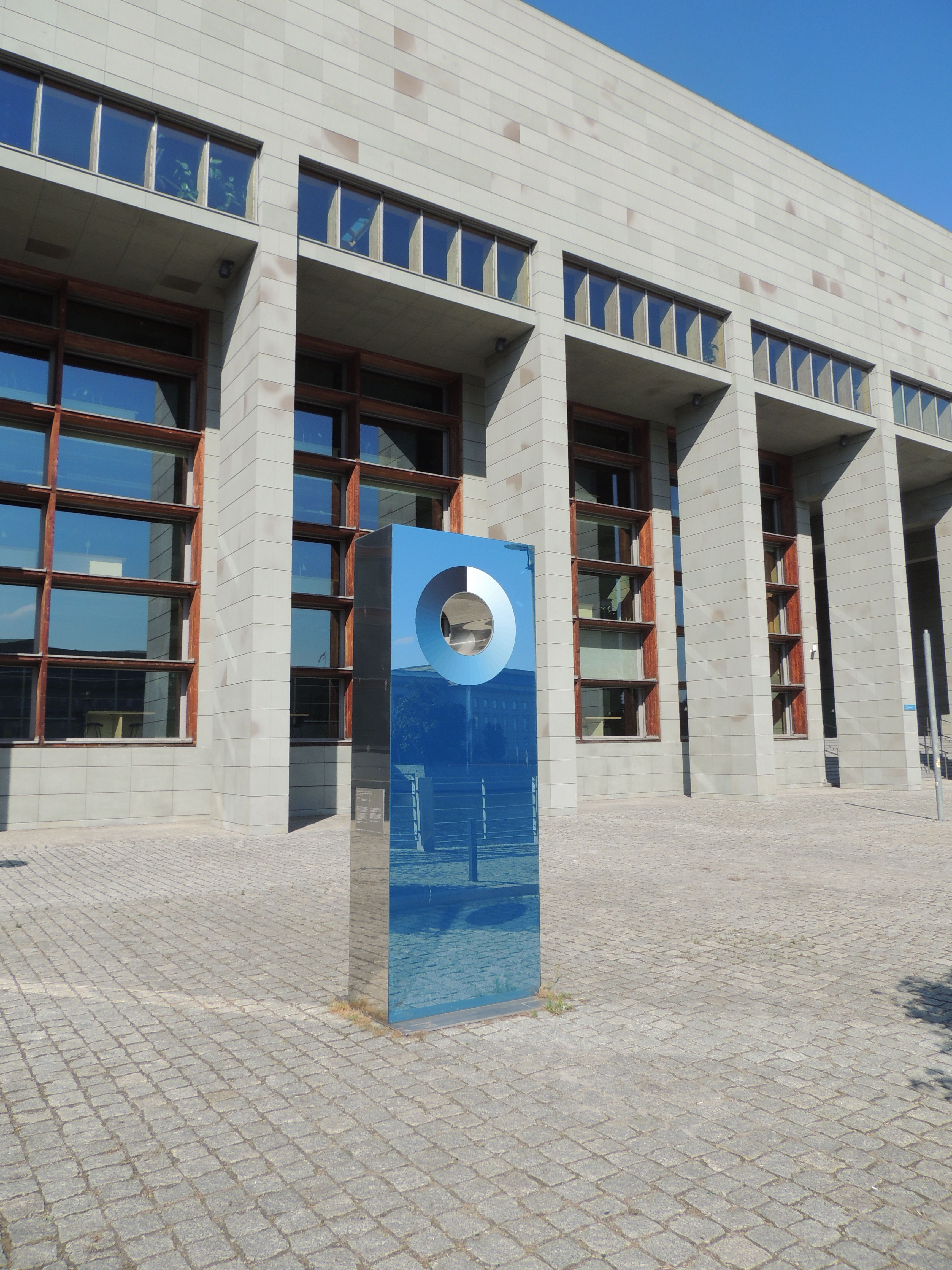
Cyjanometr

Przed budynkiem biblioteki ustawiono rzeźbę plenerową pt. Cyjanometr. Jest to tzw. pomnik niebieskości nieba, którego autorem jest Martin Bricelj Baraga. Powstał on w ramach programu Biennale WRO 2017 DRAFT SYSTEMS, w ramach którego pomnik ten otrzymał Nagrodę Krytyków i Wydawców Prasy Artystycznej .

#### Skwer Jeżowskiej-Trzebiatowskiej

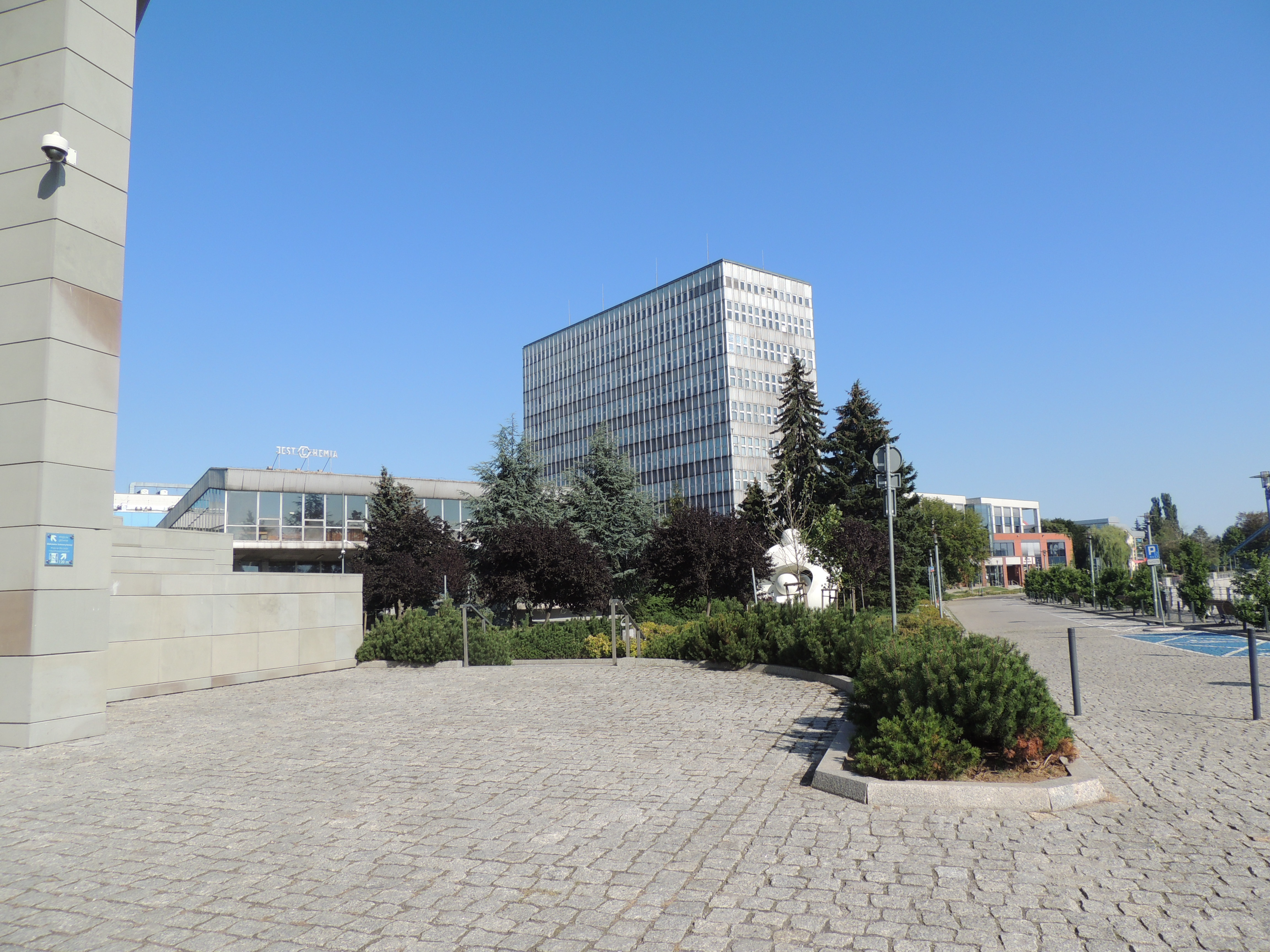
Skwer

Pomiędzy gmachem Biblioteki Uniwersyteckiej oraz budynkami Wydziału Chemii a ulicą, utworzono skwer Jeżowskiej-Trzebiatowskiej. Ma on w rzucie prostokątnym kształt zbliżony do trójkąta. Upamiętnia on Bogusławę Jeżowską-Trzebiatowską, urodzoną 19 listopada 1908 w Stanisławowie, zmarłą 16 grudnia 1991 we Wrocławiu, polską fizykochemiczkę, specjalizująca się w fizykochemii strukturalnej, spektroskopii, magnetochemii, chemii jądrowej i radiacyjnej, współtwórczynię wrocławskiej szkoły chemii koordynacyjnej. Upamiętnienia dokonano mocą uchwały Rady Miejskiej Wrocławia nr LXIII/1556/18 z 2018 r.. Na skwerze posadowiona jest rzeźba plenerowa pt. Pomnik Atomu .

#### Pomnik Atomu

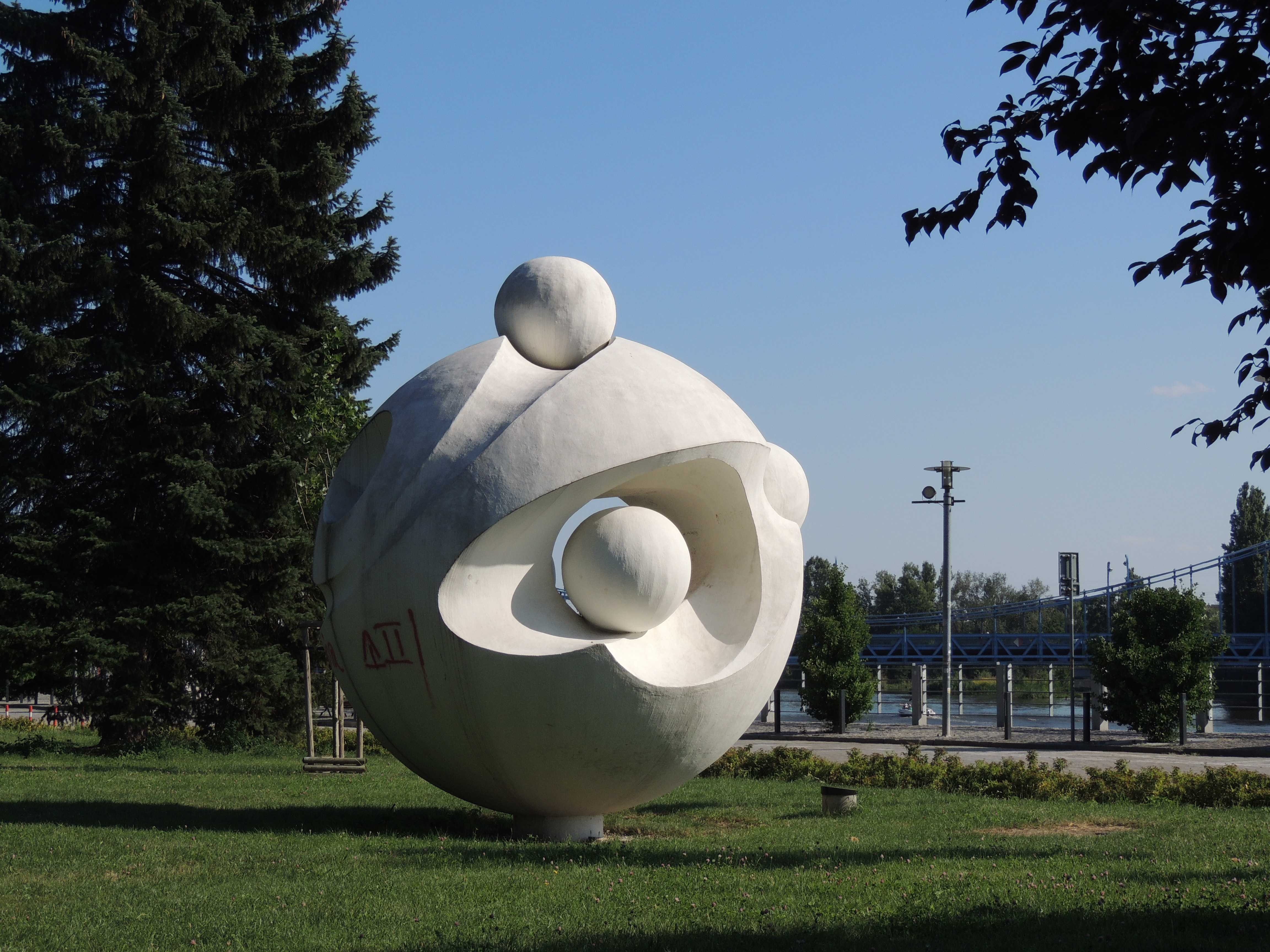
Pomnik Atomu

Rzeźba plenerowa pt. Pomnik Atomu została odsłonięta w 1975 r. Jej autorem jest Roman Pawelski, absolwent wrocławskiej Państwowej Wyższej Szkoły Sztuk Plastycznej, późniejszy wykładowca na Wydziale Architektury Politechniki Wrocławskiej. Pomnik jest wykonanym ze zbrojonego betonu modelem atomu. Przyczynkiem do ustawienia w tym miejscu tej rzeźby było zlokalizowanie tu m.in. Wydziału Chemii Uniwersytetu Wrocławskiego, a współcześnie podkreśla się także nawiązanie do Wydziału Biotechnologii .

### Strona południowo-zachodnia

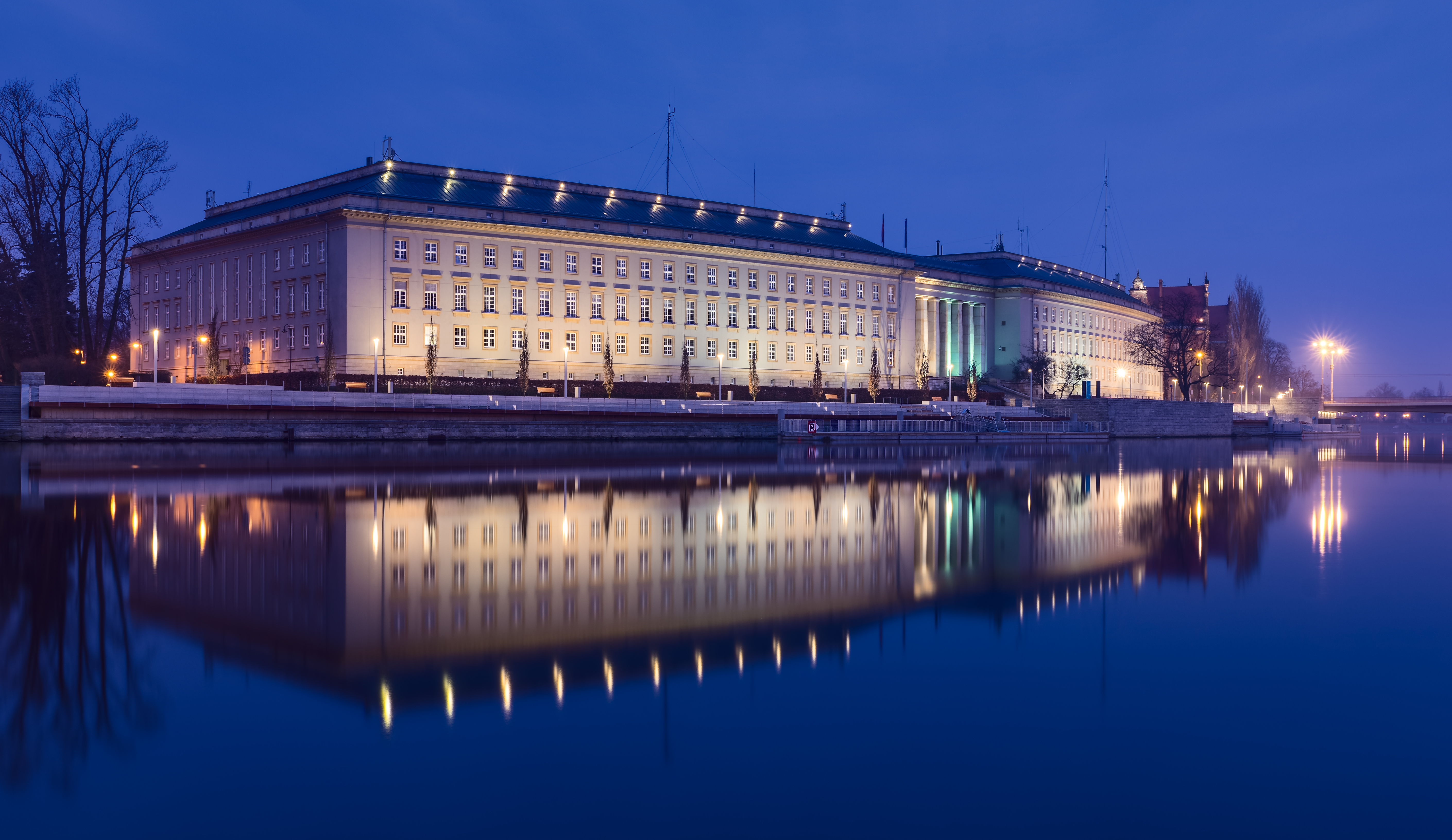
Panorama widokowa

Po stronie południowo-zachodniej, jak wyżej zaznaczono przebiega koryto rzeki Odra. Na odcinku ulicy Fryderyka Joliot-Curie jest ono na całej długości zabezpieczone budowlami regulacyjnymi w postaci nabrzeża. Na pewnym odcinku zastosowano tu pionową ścianę, a na pozostałym skarpę, przy czym na całej długości mają one oblicowanie kamienne. Zastosowano tu podobnie jak dla pylonów Mostu Grunwaldzkiego bloki granitowe. Na jej zwieńczeniu umieszczono balustradę zabezpieczającą.
Z nabrzeża rozciąga się widok na przeciwległy brzeg, na którym przebiega Bulwar Marii i Lecha Kaczyńskich z panoramą tylnej elewacji budynku Nowej Rejencji ("Neue" Regierung), w którym obecnie mieści się siedziba Dolnośląskiego Urzędu Wojewódzkiego.
Na obu krańcach ulicy znajdują się przeprawy nad korytem rzeki w postaci dwóch mostów zamykających odcinek brzegu wzdłuż którego biegnie ulica. Zgodnie z biegiem rzeki pierwszy położony jest Most Grunwaldzki w około 250,5 km jej biegu, a drugi Most Pokoju w około 250,8 km.
| most             | informacje | fotografia |
| ---------------- | --- | ---------- |
| Most Pokoju      | budowa 1959 r. długość 124,7 m; 3 przęsła, konstrukcja kablobetonowa |            |
| Most Grunwaldzki | budowa w latach 1908–1910 (1907 r.), wpisany do rejestru zabytków wiszący, długość przęsła 112,5 m (126,6 m między pylonami, 172,50 m między osiami zakotwień), most ten wskazywany jest jako jeden z symboli Wrocławia |            |

## Ochrona i zabytki
Przy ulicy i w najbliższym sąsiedztwie znajdują się następujące zabytki i inne obiekty historyczne:
| obiekt, położenie | powstanie, nr rej.                                                                | fotografia |
| --- | --------------------------------------------------------------------------------- | ---------- |
| strona północno-wschodnia                                                                                               |                                                                                   |            |
| Audytorium Wydziału Chemii Uniwersytetu Wrocławskiego ulica Fryderyka Joliot-Curie 13                                   | 1970 r. (08.XII – oddanie do użytku) (lata 1970–1971) A/5833 z dnia 11.06.2012 r. |            |
| Budynek główny Wydziału Chemii Uniwersytetu Wrocławskiego ulica Fryderyka Joliot-Curie 14                               | 1970 r. (08.XII – oddanie do użytku) inny                                         |            |
| Laboratorium Wydziału Chemii Uniwersytetu Wrocławskiego ulica Fryderyka Joliot-Curie 14                                 | 1970 r. (08.XII – oddanie do użytku) inny                                         |            |
| południowo-wschodni koniec ulicy                                                                                        |                                                                                   |            |
| Kaiserbrücke, obecnie Most Grunwaldzki między Placem Społecznym a Placem Grunwaldzkim                                   | lata 1908–1910 (1907 r.) A/1653/326/Wm z dnia 15.10.1976 r.                       |            |
| Plac Grunwaldzki, obszar                                                                                                | gez                                                                               |            |
| panorama widokowa przez Odrę w kierunku południowo-zachodnim                                                            |                                                                                   |            |
| Budynek Nowej Rejencji ("Neue" Regierung), obecnie Gmach Dolnośląskiego Urzędu Wojewódzkiego plac Powstańców Warszawy 1 | lata 1939–1945, projekt Felix Bräuler (lata 1936–1937) gez, mpzp                  |            |